# Hrvatsko-slovenska narodna stranka
Hrvatsko-slovenska narodna stranka (HSNS; poslije Jugoslavenska narodna stranka), politička organizacija Hrvata i Slovenaca u Istri 1884. – 1926.
10. siječnja 1884. održana je osnivačka sjednica Hrvatsko-slovenskoga kluba Istarskoga sabora, koji je trebao usklađivati politički rad hrvatskih i slovenskih zastupnika, u nazočnosti zastupnika Augusta Jenka, Antuna Križanca, Vinka Zamlića, Matka Laginje i Vjekoslava Spinčića. Vinko Zamlić bio je izabran za predsjednika, a August Jenko za tajnika. Ujedno je to i godina nastanka HSNS-a, u čijem su organizacijskom oblikovanju, uz već spomenute političare, sudjelovali i hrvatski zastupnici D. Vitezić, Matko Mandić te M. i D. Trinajstić. 
HSNS nije postojao kao čvrsta politička organizacija, već samo kao izborna koalicija hrvatskih i slovenskih političara. Financijska potpora za rad stizala je od Narodne stranke Hrvatske i Slavonije. Politički rad se je do 1902., kada je u Pazinu osnovano Političko društvo za Hrvate i Slovence u Istri, odvijao putem tršćanskog društva Edinost. Predsjednik Kluba 1889. postao je Matko Laginja, a tajnik Matko Mandić, što je označilo novu, hrvatsku nacionalnu i pravašku orijentaciju cjelokupne politike hrvatskoga narodnog preporoda u Istri. 
Prve nesuglasice između liberalne i katolički orijentirane struje unutar HSNS-a nastale su tek poslije 1890. Sukobima oslabljena stranka doživjela je poraz na izborima 1901., ali, oporavivši se, nakon promjene izbornoga zakona i uvođenja općega neposrednoga i tajnoga prava glasa, neočekivano je pobijedila na izborima za Carevinsko vijeće 1907.
Do 1914. HSNS se zauzimao za osnivanje zadruga i kreditnih ustanova, smanjenje poreznog opterećenja i t.zv. ezonera, za poboljšanje poljodjelstva, izgradnju željezničke i cestovne mreže, podupiranje brodogradnje, obrta i trgovine te za stvaranje hrv. i slov. kapitala. Zastupao je ravnopravnost i suradnju među narodima u Istri te ujedinjenje Istre s Hrvatskom. Inzistirao je na ravnopravnosti hrvatskoga jezika u svim tijelima uprave i vlasti u Istri, osnivanju hrvatskih i slovenskih osnovnih, srednjoškolskih i visokoškolskih ustanova te podržavao hrvatski i slovenski tisak i osnivanje čitaonica i kulturno-umjetničkih društava.
Organizirana politička, uglavnom promidžbena aktivnost HSNS-a nakon I. svjetskog rata započela je skupštinom Edinosti 3. kolovoza 1919. Tada je donesena odluka o zajedničkom nastupu svih hrvatskih i slovenskih građanskih stranaka i udruga. HSNS nije imao čvrstu stranačku organizaciju, već je snagu crpio iz golemoga broja simpatizera, koje je vodio mali broj nacionalno svjesnih aktivista (t.zv. narodnjaci). Odnos HSNS-a prema tal. socijalistima i komunistima došao je poslije na rub netrpeljivosti zbog njihova internacionalizma. Svećenik Ivan Rejc, vođa katolički usmjerene struje, predstavio je 10. lipnja 1920. program kršćanskih socijalista, koji je, prema njegovu mišljenju, trebao biti odgovor na aktualnu političku situaciju. Bit programa bila je u tome da se socijalistima ne prepusti monopol u borbi protiv kapitalizma te da se radništvo i seljaštvo zaštiti od komunizma. U programu je podržan zahtjev za autonomijom Istre. 
Program je 1921. upotpunjen u gospodarskom dijelu te je s njim HSNS u svibnju izašao na parlamentarne izbore kao koalicija hrvatskih i slovenskih građanskih stranaka u izbornim okružjima Gorici, Trstu i Istri. Pritom se prvi put javlja pod nazivom Jugoslavenska narodna stranka, sa znakom lista i grančice lipe. Stranka je po snazi i broju simpatizera bila vodeća u Istri, no na tim je izborima, kao i na općinskima 1922., zbog fašističkog pritiska i mnogobrojnih nezakonitosti osvojila drugo mjesto, iza Istarskoga nacionalnoga bloka, koalicije talijanskih stranaka. U talijanskom parlamentu osvojila je jedno zastupničko mjesto. 
Podvojenost na sekularnu, liberalnu (J. Wilfan, Eduard Slavik, E. Besednjak, Ante Iveša, U. Stanger, M. Vratović) i katoličku, konzervativnu struju (I. Rejc, Virgilij Šček, Josip Bitežnik, Božo Milanović) nikada nije bila prevladana. Katolička struja tiskala je svoje novine, Pučki prijatelj, a liberali su kao odgovor na to počeli izdavati Staru našu slogu. 
JNS se posljednji put pojavio na izborima 1924. Zbog zabrane nefašističkih stranaka i polit. društava 1926., vodstvo i pristaše svoju su djelatnost nastavili u ilegali.

## Unutarnje poveznice
- hrvatski narodni preporod u Istri
- pravaštvo u Istri
- Narodna stranka
- Neovisna narodna stranka
- Narodna stranka (Dalmacija)
- povijest Istre